# Florindo (libro de caballerías)
Florindo es un libro de caballerías español del siglo XVI. Su título completo es Libro agora nuevamente hallado del noble y esforzado caballero Florindo hijo del buen Duque Floriseo de la extraña ventura, que con grandes trabajos ganó el castillo encantado de las siete venturas, en el cual se contienen diferenciados ripetos de carteles y desafíos, juicios de batallas, experiencias de guerras, fuerzas de amores, dichos de Reyes, así en prosa como en metro, y escaramuzas de juego y otras cosas de mucha utilidad para el bien de los lectores y placer de los oyentes. A pesar de que el padre del héroe se llama Floriseo, Florindo no tiene ninguna relación con el libro de caballerías Floriseo de Fernando Bernal.

## El autor
Florindo fue obra de Fernando Basurto, originario de Jaca (Aragón), que participó en la guerra de Granada y en combates de la conquista de Italia por los aragoneses, y cuyas vivencias en los conflictos le sirvieron para ambientar la obra. Además, escribió otras obras en prosa y en verso, entre ellas un Diálogo del cazador y del pescador, y una Descripción poética del martirio de Santa Engracia y sus dieciocho compañeros que se representó en la entrada de la emperatriz Isabel de Portugal en Zaragoza en 1533.

## Ediciones
Basurto consiguió de Carlos I de España el privilegio para publicar la obra, firmado en Monzón el 19 de julio de 1528, cuando el monarca se encontraba en las cortes de Monzón de ese año. Florindo fue publicado en Zaragoza en 1530 por el impresor Pedro Hardouin, y reimpreso en la misma ciudad en 1550. El autor lo dedicó a Juan Fernández de Heredia y Bardají, I conde de Fuentes, a quien atribuyen ser el editor o mecenas, y para el que Basurto debía trabajar.
La obra se divide en tres partes. Los capítulos de las dos primeras tienen numeración corrida, del 1 al 10 la primera, y del 11 al 67 la segunda. Los de la tercera parte tienen una numeración independiente, del 1 al 27.

## Primera parte
En la primera parte se da cuenta del origen de Florindo, hijo del duque Neptalón Floriseo, señor de los Montes Claros y de las ciudades selvianas, que después de ser armado caballero marcha a la ciudad arábiga de Jano con varios amigos suyos, visita Jerusalén y protagoniza diversas aventuras en Arabia, en continuas escaramuzas y combates con Mahoma y sus partidarios.

## Segunda parte
En la segunda parte, Florindo y sus compañeros llegan a Nápoles, cuyo rey, Federico organiza un torneo en el que participan numerosos caballeros italianos. Uno de éstos, Alberto Saxio, derrotado por Florindo, marcha a la corte del duque de Saboya y logra que éste emprenda una guerra contra el reino de Nápoles. El rey Federico nombra como general de su ejército a Florindo y las tropas invasoras son derrotadas, como también lo es nuevamente Alberto Saxio en singular combate con Florindo, y las paces se ajustan por mediación de un legado del papa y gracias a la intervención de los duques de Lorena, de Borbón y de Gueldres.

## Tercera parte
La tercera parte cuenta cómo el buen duque Floriseo, que recorría el mundo en busca de su hijo, derrota al gigante Goliano y desencanta al rey Mefonte de Persia. Florindo seguía en Nápoles, cuyo rey quería casarle con su hija Tiberia, pero el paladín se entrega al juego y se hace pendenciero y disipado. Parte de Nápoles, visita Roma y marcha a España, donde topa con un grupo de caldeos que le buscaban por encargo de su madre, y entonces es él quien empieza a buscar a su padre, del que no se había vuelto a tener noticia. Después de muchas incidencias, llega al castillo de las Siete Venturas, donde se halla encantado el duque Floriseo, y tras vencer las siete venturas, desencanta a su padre y a otros grandes señores que se encontraban también encantados allí. Después el héroe toma como esposa a Calaminda, sobrina del Preste Juan, y se retira a los dominios de su padre.
La obra termina prometiendo una segunda parte con los hechos de Florisán, hijo de Florindo y Calaminda, que llegó a ser emperador de Rusia, rey de Persia, Preste Juan de las Indias y señor de los Montes Claros.